# 재건호
재건호(再建號)는 1962년부터 1969년까지 서울-부산 간 초특급열차로 운행한 열차의 이름이다. 운행 시간은 종전에 운행하던 무궁화호에 비해 30분이 단축된 6시간 10분이었으며, 중간 정차역은 천안역·조치원역·대전역·김천역·대구역·삼랑진역이었다.

## 역사
- 1962년 5월 15일 : 운행 개시[1]
- 1969년 2월 10일 : 관광호(이후 새마을호로 변경) 운행으로 폐지[2][3]